# Proturentomon nitrarius
Proturentomon nitrarius är en urinsektsart som beskrevs av Judith Najt och Vidal Sarmiento 1972. Proturentomon nitrarius ingår i släktet Proturentomon och familjen Protentomidae. Inga underarter finns listade i Catalogue of Life.